# راسيل هوغ
راسيل هوغ (بالإنجليزية: Russ Hogue)‏ هو ملاكم كيك بوكسينغ أمريكي، ولد في 26 ديسمبر 1974 في بلفيل في الولايات المتحدة.